# ۱۶ مه
۱۶ مه صد و سی و ششمین (در سال‌های کبیسه صد و سی و هفتمین) روز سال در گاه‌شماری میلادی است. ۲۲۹ روز تا پایان سال باقی است.

## رویدادها
- ۱۹۷۴ - یوسیپ تیتو برای بار دیگر اما این بار مادام العمر به ریاست جمهوری یوگسلاوی برگزیده شد.
- ۱۹۷۵ - استان سیکیم پس از انجام همه‌پرسی به هند پیوست.
- ۱۹۹۱ -تل۵۱ الیزابت دوم، ملکه بریتانیا به عنوان اولین فرمانروای بریتانیا در کنگره ایالات متحده آمریکا سخنرانی کرد.
- ۱۹۹۷ - موبوتو سسه سکو، رئیس‌جمهور زئیر (جمهوری دموکراتیک کنگو کنونی) از این کشور متواری شد.
- ۲۰۰۵ - مجلس کویت حق رای زنان را به آنها بازگردادند.
- ۲۰۰۷ - نیکولا سارکوزی در فرانسه با عنوان رئیس‌جمهور به قدرت رسید.
- ۱۱۸۲ - بروز جنگ میان انگلستان و فرانسه در پی خودداری انگلستان از تخلیهٔ مالت
- ۱۲۰۴ - پس از فتح شهرهای مودون و کورون یونان، شهر ناوارنیو نیز پس از چند ماه محاصره ارتش عثمانی به فرماندهی ابراهیم پاشا تسخیر شد.
- ۱۲۶۰ - راه‌اندازی نخستین قطار خیابانی (تراموا) در نزدیکی برلین
- ۱۲۹۴ - ارتش عثمانی برای سرکوب شورش ارمنیان وارد شهر وان شد.
- ۱۲۹۵ - امضای قرارداد سری سایکس-پیکو میان انگلستان و فرانسه در مورد تقسیم بخش‌هایی از سرزمین‌های حکومت عثمانی میان این دو کشور
- ۱۳۰۸- برگزاری نخستین جشنوارهٔ هالیوود برای اهدای جوایز هنری در آمریکا
- ۱۳۲۴ - فرانسه عضو دائم شورای امنیت سازمان ملل متحد شد.
- ۱۳۲۶ - استقرار حکومت پادشاهی مشروطه در کامبوج به رهبری نورودوم سیهانوک
- ۱۳۴۸ - سفینهٔ فضایی ونرا-۴ شوروی به نزدیکی سیارهٔ زهره رسید و کپسولی را برای کسب اطلاع از هوای این سیاره به آنجا فرستاد.
- ۱۳۵۴-جونکو تابی ژاپنی به عنوان اولین زن کوهنورد قلهٔ اورست را فتح کرد.

## زادروزها
- ۱۱۰۱ - ابن الدهان بغدادی، زبان‌شناس عراقی
- ۱۶۱۱ - اینوسنت یازدهم، پاپ کلیسای کاتولیک از ۱۶۷۶ تا ۱۶۸۹ میلادی.
- ۱۸۶۱ - هرمن ماجت، از اولین قاتل‌های زنجیره‌ای در ایالات متحده آمریکا که در سال ۱۸۹۶ در فیلادلفیا اعدام شد.
- ۱۹۰۵ - هنری فوندا، هنرپیشه آمریکایی
- ۱۹۵۱ - امانوئل تود، نویسنده، جامعه‌شناس و جمعیت‌شناس فرانسوی.
- ۱۹۵۶ - اولگا کوربت، ژیمناست اسطوره‌ای شوروی.
- ۱۹۶۶ - جنت جکسون، خواننده آمریکایی.
- ۱۹۸۳ - نانسی عجرم، خوانندهٔ اهل لبنان.

## درگذشت‌ها
- ۱۷۰۳ - شارل پرو، نویسنده فرانسوی کتاب های کودکان
- ۱۸۳۰ - ژوزف فوریه، ریاضی‌دان و فیزیک‌دان فرانسوی
- ۱۹۴۷ - سر فردریک گولاند هاپکینز، بیوشیمیست انگلیسی و برنده جایزه نوبل شیمی
- ۱۹۸۹ - حسن خالد، فقیه و قاضی لبنانی

## مناسبت‌ها
- روز جهانی پسران[۱]